# Port lotniczy Dipolog
Port lotniczy Dipolog (IATA: DPL, ICAO: RPMG) – port lotniczy położony w Dipolog, w prowincji Zamboanga del Norte, na Filipinach.

## Linie lotnicze i połączenia
| Linia Lotnicza | Kierunek               |
| -------------- | ---------------------- |
| Cebgo          | 1. Cebu                |
| Cebu Pacific   | 1. Manila              |
| PAL Express    | 1. Manila              |
| Royhle Air Way | Czartery: 1. Dumaguete |